# Каталог близлежащих обитаемых систем

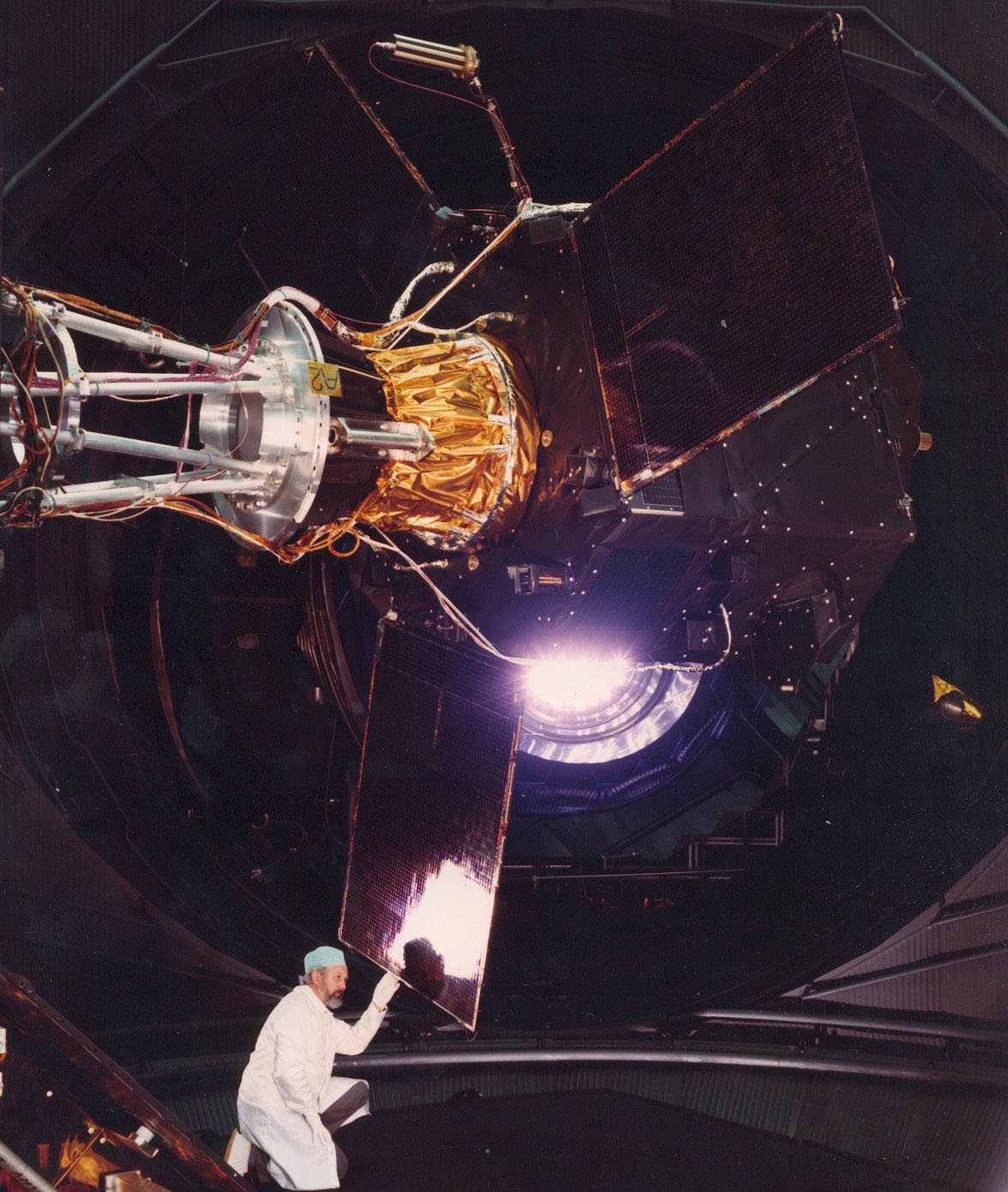
Космический телескоп Hipparcos

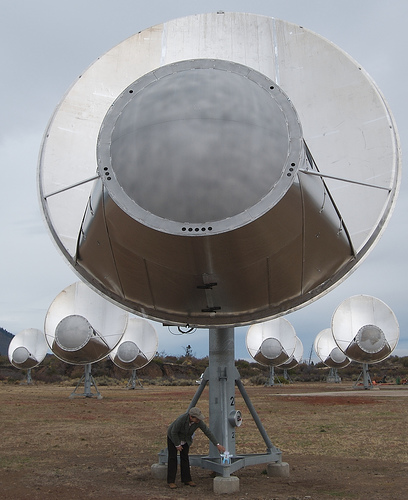
Телескоп ATA

Каталог близлежащих обитаемых систем (HabCat) — каталог близких звёздных систем, вероятно, пригодных для жизни. Составлен в 2003 году американскими астрономами Джилл Тартер и Маргарет Тернбулл под эгидой проекта «Феникс» в рамках проекта SETI. В HabCat включено 17 129 звёзд в пределах около 1 000 св.лет. Список составлен на основе данных, собранных космической обсерваторией Hipparcos и изданных в 1997 году в одноимённом каталоге (содержащем 118 218 звёзд).

## Критерии
Единственная известная нам обитаемая планета — Земля в Солнечной системе. Поэтому в каталог были отобраны звёзды, которые схожи с Солнцем и имеют подобный спектральный класс. Из итогового каталога Hipparcos были исключены все непригодные для жизни звезды. Часть данных была взята из входного каталога миссии Hipparcos.
При отборе отвергались переменные или кратные звезды, звезды с низкой металличностью или с мощным рентгеновским излучением.

## Исследование
Каталог был составлен для расширения списка звёзд, наблюдавшихся в радиодиапазоне в рамках проекта «Феникс». В рамках этого проекта были исследованы около 800 звёзд на расстояниях до 200 св. лет; в 2004 году было объявлено, что найти сигналы внеземных цивилизаций так и не удалось.